# 공법상 계약
공법상의 계약이란 공법상의 법률효과 발생을 목적으로 하여 복수 당사자의 반대방향의 의사표시의 합치에 의하여 성립하는 공법상의 법률행위를 말한다. 행정계약이라고도 한다. 개별적, 구체적 사정에 적응하여 탄력적으로 행정을 처리할 수 있고, 사실관계나 법률관계가 명확하지 않을 때 용이하게 하고 법의 흠결을 보충하여 주는 기능을 한다. 공법상 계약의 성립가능성에 대해 법령이 행정주체에게 그 상대방에 대하여 우월한 지위를 부여하지 않은 경우에는 공법상 계약의 성립에 대하여 인정하는 것이 오늘날의 지배적인 견해이나, 법률상 근거가 필요한지에 대하여 견해대립이 있다. 

## 종류
1. 행정주체 상호간의 계약
2. 행정주체와 사인간의 계약
3. 사인 상호간의 계약

## 참고 문헌
- 김철용, 행정법 2(김철용)(제5판), 박영사. (ISBN 978-89-10-51323-0)

## 같이 보기
- 행정행위